# 여교황 조안 (1972년 영화)
여교황 조안(Pope Joan)은 영국에서 제작된 마이클 앤더슨 감독의 1972년 드라마 영화이다. 프랑코 네로 등이 주연으로 출연하였고 커트 웅거 등이 제작에 참여하였다.

## 출연

### 주연
- 프랑코 네로
- 리브 울만
- 맥시밀리안 쉘
- 올리비아 드 하빌랜드
- 레슬리 앤 다운

### 조연
- 제레미 켐프
- 리처드 벱
- 피터 아네
- 패트릭 마지
- 조지 이니스
- 나이젤 하버스
- 셸라 윌콕스
- 안드레 모렐
- 마틴 벤슨
- 메리 힐리
- 커트 크리스찬
- 필립 로스
- 던컨 라몽
- 매닝 윌슨
- 로버트 베티
- 캐서린 스코필드
- 칼 버나드
- 존 아비네리
- 트레버 하워드
- 존 슈라넬
- 리처드 피어슨
- 테렌스 하디맨
- 존 바이런
- 데릭 파
- 닐 케네디
- 네빌 오렐리우스
- 제임스 버윅
- 케어 둘리
- 해리 필더

## 제작진
- 미술: 엘리엇 스콧
- 미술: 오렐리 이오네스쿠
- 의상: 조안 브릿지
- 의상: 엘리자베스 하펜든
- 배역: 모드 스펙터